# Klavdija Ivanovna Nikolaeva
Klavdija Ivanovna Nikolaeva (in russo Клавдия Ивановна Николаева?; San Pietroburgo, 13 giugno 1893, 1º giugno del calendario giuliano – Mosca, 28 dicembre 1944) è stata una politica sovietica.

## Biografia
Membro del Partito Operaio Socialdemocratico Russo dal 1909, fu arrestata dalla polizia zarista e nel 1915 confinata nel Governatorato di Enisejsk. Amnistiata dopo la Rivoluzione di febbraio, ebbe ruoli direttivi in vari dipartimenti del Partito Comunista, inizialmente presso il comitato del Governatorato di Pietrogrado e poi a livello centrale. Tra gli altri incarichi, fu direttrice del Dipartimento per il lavoro fra le donne presso il Comitato centrale dal 1924 al 1926 e fece parte dell'Orgburo tra il 1924 e il 1925 e del Comitato centrale stesso dal 1924 al 1925 e poi dal 1934 fino alla morte. Dal 1937 fu inoltre membro della segreteria e del presidium del Consiglio centrale dei sindacati di tutta l'Unione.